# باشگاه فوتبال چرچ بویز یونایتد
چرچ بویز یونایتد یک باشگاه فوتبال حرفه‌ای در شهر لالیتپور، نپال است.
1. ↑  "About us". Church Boys United. Archived from the original on 14 April 2021. Retrieved 11 April 2022.